# Melipeuco
Melipeuco is een gemeente in de Chileense provincie Cautín in de regio Araucanía. Melipeuco telde 6.138 inwoners in 2017 en heeft een oppervlakte van 1107 km².